# هورست لودویگ اشتورمر
هورست لودویگ اشتورمر (به آلمانی: Horst Ludwig Störmer) (متولد ۶ آوریل ۱۹۴۹ در فرانکفورت، آلمان) فیزیکدان آلمانی است که در سال ۱۹۹۸ برای کشف جدید از یک فرم مایع کوانتومی جایزه نوبل فیزیک به اواعطا شد.

## زندگی
اشتورمر در ۶ آوریل ۱۹۴۹ در فرانکفورت آلمان زاده شد.
او مطالعات در رشته فیزیک را از دانشگاه گوته فرانکفورت آغاز نمود و دکترای خود را در دانشگاه اشتوتگارت در سال ۱۹۷۷ دریافت کرد؛ و به مدت ۲۰ سال استاد فیزیک و فیزیک کاربردی در دانشگاه کلمبیا در شهر نیویورک است.